# Faktor stem ćelija
Faktor stem ćelija (takođe poznat kao SCF, kit-ligand, KL, ili faktor neosetljivosti) je citokin koji se vezuje za c-Kit receptor (CD117). SCF može da postoji kao transmembranski protein i kao rastvorni protein. Ovaj citokin ima važnu ulogu u hematopoezi (formaciji krvnih ćelija), spermatogenezi, i melanogenezi.

## Produkcija
Gen koji kodira faktor stem ćelija (SCF) se nalazi na Sl lokusu kod miševa, i na hromozomu 12q22-12q24 kod čoveka. Rastvorni i transmembranski oblik ovog proteina su formirani alternativnim splajsovanjem istog RNK transkripta.
Rastvorna SCF forma sadrži mesto proteolitičkog odsecanja na eksonu 6. Raskid na tom mestu omogućava ekstracelularnom delu proteina da se odvoji. Transmembranska SCF forma se formira alternativnim splajsovanjem koje isključuje ekson 6. Obe SCF forme se vezuju za c-Kit, i biološki su aktivne.
Rastvorni i transmembranski SCF se proizvede u fibroblastima i endotelnim ćelijama. Rastvorni SCF ima molekulsku težinu od 18,5 kDa i formira dimer. On se detektuje u normalnom ljudskom krvnom serumu na 3.3 ng/mL.

## Uloga u razvoju
igra važnu ulogu u hematopoezi tokom embrionskog razvoja. Mesta gde dolazi do hematopoeze, kao što je fetalna jetra i koštana srž, izražavaju SCF. Miševi koji ne izražavaju SCF umiru in utero od jake anemije. Miševi koji ne izražavaju receptor za SCF (c-Kit) takođe umiru od anemije. Moguće je da SCF služi kao signal koji usmerava hematopoetske stem ćelije (HSC) ka njihovom odredištu, a ima i važnu ulogu u HSC održavanju. Non-letalne tačke mutacije na c-Kit receptoru mogu da prouzrokuju anemiju, umanjenu plodnost, i umanjenu pigmentaciju.
Tokom razvoja, SCF prisustvo takođe ima važnu ulogu u lokalizaciji melanocita, ćelija koje proizvode melanin i kontrolišu pigmentaciju. U melanogezi, melanoblasti migriraju iz neuralne kreste ka njihovim lokacijama u epidermu. Melanoblasti izražavanju Kit receptor, i smatra se da SCF vode te ćelije ka njihovim terminalnim lokacijama. SCF takođe reguliše opstanak i proliferaciju potpuno diferenciranih melanocita kod odraslih osoba.
In spermatogenezi, c-Kit je izražen u primordijalnim ćelijama zametka, spermatogonijama, i u primordijalnim jajnim ćelijama.  je izražen duž puteva koje ćelija zametka koriste da bi dosegle svoju terminalnu destinaciju u telu. On je takođe izražen na krajnjoj destinaciji tih ćelija. Poput melanoblasta, to pomaže u vođenju ćelija ka njihovim lokacijama u telu.

## Klinički značaj
Možda postoji mogućnost SCF upotrebi zajedno sa drugim citokinima za kultivisanje HSC-a, i hematopoetskih progenitora. Ekspanzija ovih ćelija ex-vivo (van tela) bi dovela do progresa u transplantaciji koštane srži, u kojoj se HSC ćelije unose u pacijente da bi se ponovo uspostavilo njihovo formiranje krvi. Jedan od problema vezanih za terapeutsku upotrebu SCF injekcija je da SCF aktivira mast ćelije. Za SCF injekcije je bilo pokazano da izazivaju alergiji-slične simptome i proliferaciju mast ćelija i melanocita.

## Interakcije
Za faktor stem ćelija je bilo pokazano da interaguje sa CD117.

## Literatura
- Broudy VC (1997). „Stem cell factor and hematopoiesis.”. Blood. 90 (4): 1345—64. PMID 9269751.
- Andrews RG, Briddell RA, Appelbaum FR, McNiece IK (1999). „Stimulation of hematopoiesis in vivo by stem cell factor.”. Curr. Opin. Hematol. 1 (3): 187—96. PMID 9371281.
- Wehrle-Haller B (2004). „The role of Kit-ligand in melanocyte development and epidermal homeostasis.”. Pigment Cell Res. 16 (3): 287—96. PMID 12753403. doi:10.1034/j.1600-0749.2003.00055.x.
- Rönnstrand L (2004). „Signal transduction via the stem cell factor receptor/c-Kit.”. Cell. Mol. Life Sci. 61 (19-20): 2535—48. PMID 15526160. doi:10.1007/s00018-004-4189-6.
- Mroczko B, Szmitkowski M (2005). „Hematopoietic cytokines as tumor markers.”. Clin. Chem. Lab. Med. 42 (12): 1347—54. PMID 15576295. doi:10.1515/CCLM.2004.253.
- Lev S, Yarden Y, Givol D (1992). „A recombinant ectodomain of the receptor for the stem cell factor (SCF) retains ligand-induced receptor dimerization and antagonizes SCF-stimulated cellular responses.”. J. Biol. Chem. 267 (15): 10866—73. PMID 1375232.
- Huang EJ, Nocka KH, Buck J, Besmer P (1992). „Differential expression and processing of two cell associated forms of the kit-ligand: KL-1 and KL-2.”. Mol. Biol. Cell. 3 (3): 349—62. PMC 275535 . PMID 1378327.
- Toyota M; Hinoda Y; Itoh F;  . (1992). „Expression of two types of kit ligand mRNAs in human tumor cells.”. Int. J. Hematol. 55 (3): 301—4. PMID 1379846.
- Lu HS; Clogston CL; Wypych J;  . (1992). „Post-translational processing of membrane-associated recombinant human stem cell factor expressed in Chinese hamster ovary cells.”. Arch. Biochem. Biophys. 298 (1): 150—8. PMID 1381905. doi:10.1016/0003-9861(92)90106-7.
- Sharkey A, Jones DS, Brown KD, Smith SK (1992). „Expression of messenger RNA for kit-ligand in human placenta: localization by in situ hybridization and identification of alternatively spliced variants.”. Mol. Endocrinol. 6 (8): 1235—41. PMID 1383693. doi:10.1210/me.6.8.1235.
- Mathew S, Murty VV, Hunziker W, Chaganti RS (1992). „Subregional mapping of 13 single-copy genes on the long arm of chromosome 12 by fluorescence in situ hybridization.”. Genomics. 14 (3): 775—9. PMID 1427906. doi:10.1016/S0888-7543(05)80184-3.
- Geissler EN; Liao M; Brook JD;  . (1991). „Stem cell factor (SCF), a novel hematopoietic growth factor and ligand for c-kit tyrosine kinase receptor, maps on human chromosome 12 between 12q14.3 and 12qter.”. Somat. Cell Mol. Genet. 17 (2): 207—14. PMID 1707188. doi:10.1007/BF01232978.
- Anderson DM; Williams DE; Tushinski R;  . (1992). „Alternate splicing of mRNAs encoding human mast cell growth factor and localization of the gene to chromosome 12q22-q24.”. Cell Growth Differ. 2 (8): 373—8. PMID 1724381.
- Martin FH; Suggs SV; Langley KE;  . (1990). „Primary structure and functional expression of rat and human stem cell factor DNAs.”. Cell. 63 (1): 203—11. PMID 2208279. doi:10.1016/0092-8674(90)90301-T.
- Ramenghi U; Ruggieri L; Dianzani I;  . (1995). „Human peripheral blood granulocytes and myeloid leukemic cell lines express both transcripts encoding for stem cell factor.”. Stem Cells. 12 (5): 521—6. PMID 7528592. doi:10.1002/stem.5530120508.
- Saito S; Enomoto M; Sakakura S;  . (1995). „Localization of stem cell factor (SCF) and c-kit mRNA in human placental tissue and biological effects of SCF on DNA synthesis in primary cultured cytotrophoblasts.”. Biochem. Biophys. Res. Commun. 205 (3): 1762—9. PMID 7529021. doi:10.1006/bbrc.1994.2873.
- Laitinen M, Rutanen EM, Ritvos O (1995). „Expression of c-kit ligand messenger ribonucleic acids in human ovaries and regulation of their steady state levels by gonadotropins in cultured granulosa-luteal cells.”. Endocrinology. 136 (10): 4407—14. PMID 7545103. doi:10.1210/en.136.10.4407.
- Blechman JM; Lev S; Brizzi MF;  . (1993). „Soluble c-kit proteins and antireceptor monoclonal antibodies confine the binding site of the stem cell factor.”. J. Biol. Chem. 268 (6): 4399—406. PMID 7680037.
- Lu HS; Jones MD; Shieh JH;  . (1996). „Isolation and characterization of a disulfide-linked human stem cell factor dimer. Biochemical, biophysical, and biological comparison to the noncovalently held dimer.”. J. Biol. Chem. 271 (19): 11309—16. PMID 8626683.
- Vanhaesebroeck B; Welham MJ; Kotani K;  . (1997). „P110delta, a novel phosphoinositide 3-kinase in leukocytes.”. Proc. Natl. Acad. Sci. U.S.A. 94 (9): 4330—5. PMC 20722 . PMID 9113989. doi:10.1073/pnas.94.9.4330.
- Blouin R, Bernstein A (1993). „The White spotting and Steel hereditary anaemias of the mouse”.  Ур.: Freedman MH, Feig SA. Clinical disorders and experimental models of erythropoietic failure. Boca Raton: CRC Press.

## Spoljašnje veze
- Stem+cell+factor на 
- - put: Hematopoetska ćelijska loza